# Catarata Shiraito
La catarata Shiraito (白糸の滝 Shiraito-no-taki?) se encuentra en Fujinomiya, prefectura de Shizuoka, cerca del Monte Fuji, en Japón. Es parte del Parque Nacional Fuji-Hakone-Izu y ha sido protegida desde 1936 como Monumento Natural Japonés.
Las cascadas se consideran sagradas por el culto sintoísta de Fuji. La cascada de Otodome se encuentra aproximadamente a cinco minutos andando.
La catarata Shiraito es una de las "100 mejores cascadas japonesas", listado publicado por el Ministerio de Medio Ambiente de Japón en 1990.